# 谷口吉郎
谷口 吉郎（たにぐち よしろう、1904年（明治37年）6月24日 - 1979年（昭和54年）2月2日）は、昭和期の建築家である。東京工業大学名誉教授。
石川県金沢市出身。東宮御所、帝国劇場の設計者、庭園研究者。子の谷口吉生も建築家である。女婿に納屋嘉治（宗淡）・淡交社社長。金沢市名誉市民第1号。

## 経歴
- 1904年（明治37年）金沢市片町の九谷焼窯元「谷口金陽堂」の子として生まれる
- 石川県師範学校附属小学校、石川県立第二中学校、第四高等学校を経て
- 1928年（昭和3年）東京帝国大学工学部建築学科卒業
- 1929年（昭和4年）恩師・佐野利器の勧めで東京工業大学講師となる[1]
- 1930年（昭和5年）助教授
- 1932年（昭和7年）「東工大水力実験室」設計[1]
- 1938年〜1939年（昭和13年〜14年）駐独日本大使館新築の一環として日本庭園造園のためベルリン出張
- 1935年（昭和10年）洗足に自邸建設[1]
- 1942年（昭和17年）「建造物に作用する風圧の研究」により日本建築学会賞学術賞受賞
- 1943年（昭和18年）工学博士　学位論文「建築物の風圧に関する研究」（東京工業大学）、東京工業大学教授となる
- 1949年（昭和24年）藤村記念堂、慶應義塾大学4号館・学生ホールの設計により日本建築学会賞作品賞を受賞
- 1956年（昭和31年）秩父セメント第2工場の設計により日本建築学会賞作品賞を受賞
- 1957年（昭和32年）著書「修学院離宮」により毎日出版文化賞受賞
- 1961年（昭和36年）「東宮御所」設計その他の業績により日本芸術院賞受賞[2]。
- 1965年（昭和40年）東京工業大学を定年退官、名誉教授
- 1973年（昭和48年）文化功労者顕彰、文化勲章受章
- 1978年（昭和53年）金沢市名誉市民[3]
- 1979年（昭和54年）死去。74歳没。従三位勲一等瑞宝章を追贈される。墓所は金沢市野田山墓地。

## 家族
- 父・谷口吉次郎 - 江戸時代に先代が興した九谷焼窯元「金陽堂」の主人。二度の渡欧歴があり、九谷焼を各地の万博に出品して受賞を重ね、日本の陶磁界の代表としてロンドンにも赴いた[4]。「翠園」の雅号を持ち、絵や能、句作、囲碁などに親しみ、画家や工芸家の支援もした[4]。
- 妻・絹子（1911年生） - 建築家・松井清足(1877-1948)二女[5]。父の清足は名古屋出身で、1903年に東京帝国大学工科大学建築学科（現・東京大学工学部建築学科）を卒業後、辰野葛西事務所の辰野金吾の下で東京駅の設計主任となったが、工法を巡って辰野と対立し、中途で海軍技師に転じ、晩年は大林組東京支店長や日本建築学会副会長を歴任した[4]。母のヒサは鉱山技術者・吉原政道の娘[5]。兄の松井汲夫はグラフィックデザイナー[4]。
- 長女・真美子（1933年生） - 千宗室 (14代)二男・納屋嘉治（淡交社社長）の妻。女子美術大学卒。娘・利美の夫は永谷園創業者永谷嘉男の長男で同社元社長、永谷園ホールディングス元会長の永谷栄一郎（1954年生）[6]。
- 長男・谷口吉生（1937年生） - 建築家
- 二女・真紀子（1943年生） - 杉山寧二男・晋（ユニメックス社長）の妻。慶應義塾大学文学部哲学科美学美術史専攻卒業、東京芸術大学大学院美術学部博士課程修了[7][4]。
- 弟・吉二 - 東京帝国大学で経済を学んだが病没[8]。
- 義弟・五井孝夫 - 妹の夫。建築家。吉郎や前川国男とともに帝大建築学科に学び、大蔵省入省、インドネシアのスマトラに出征後、金沢で建築構造事務所を創設[4]。

## 主な作品

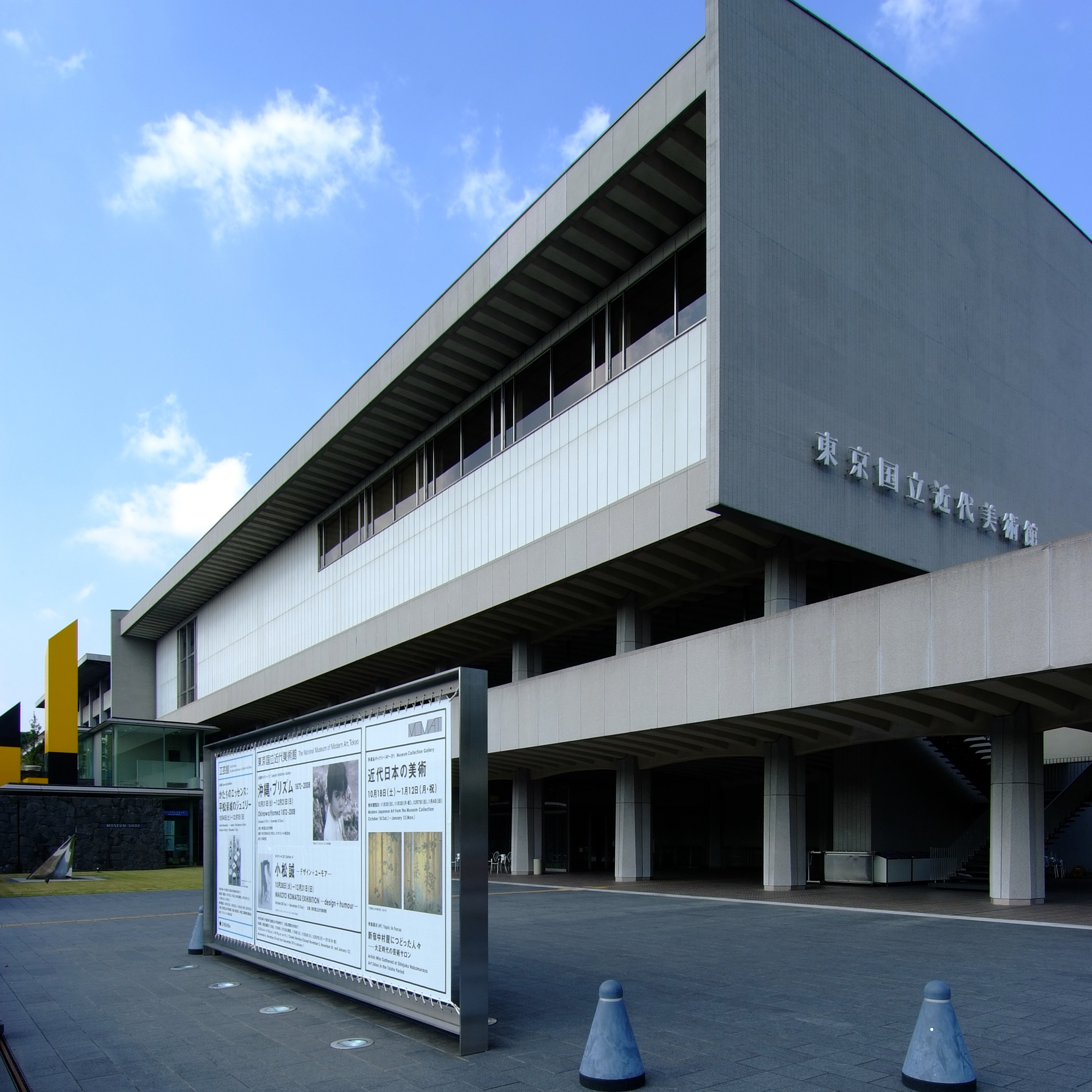
東京国立近代美術館本館
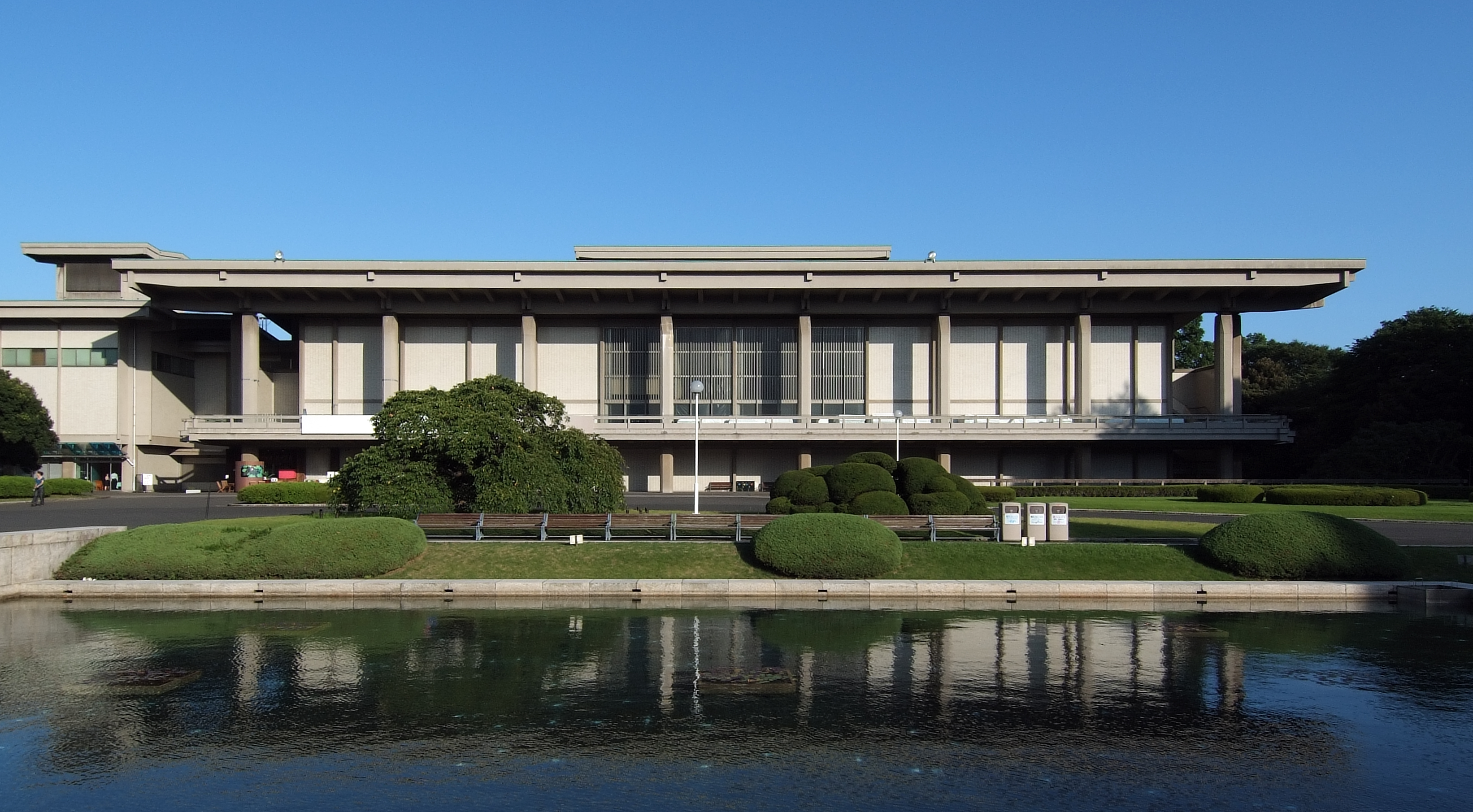
東京国立博物館東洋館
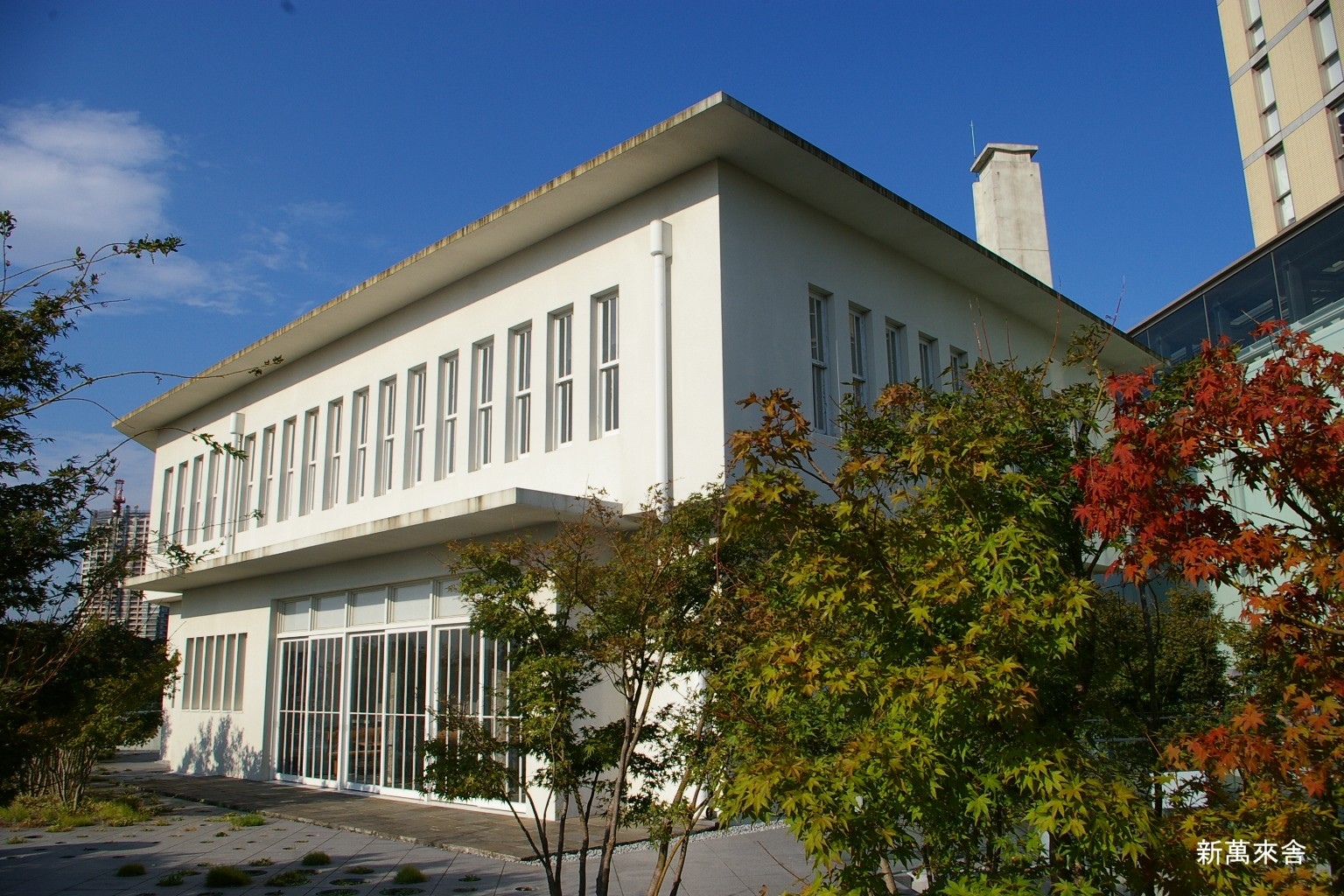
新萬來舎 慶應義塾大学三田キャンパス
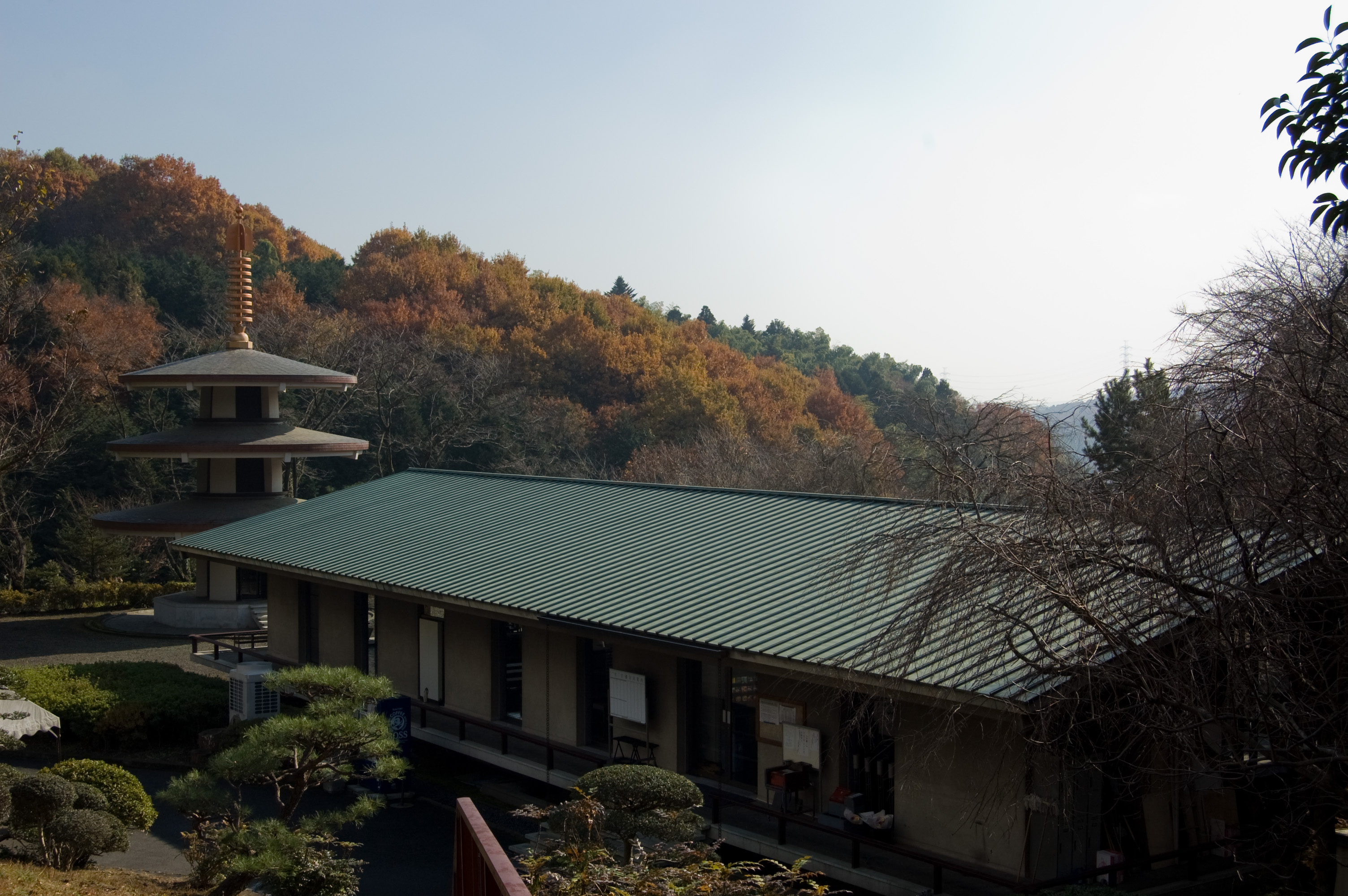
八王子乗泉寺霊園
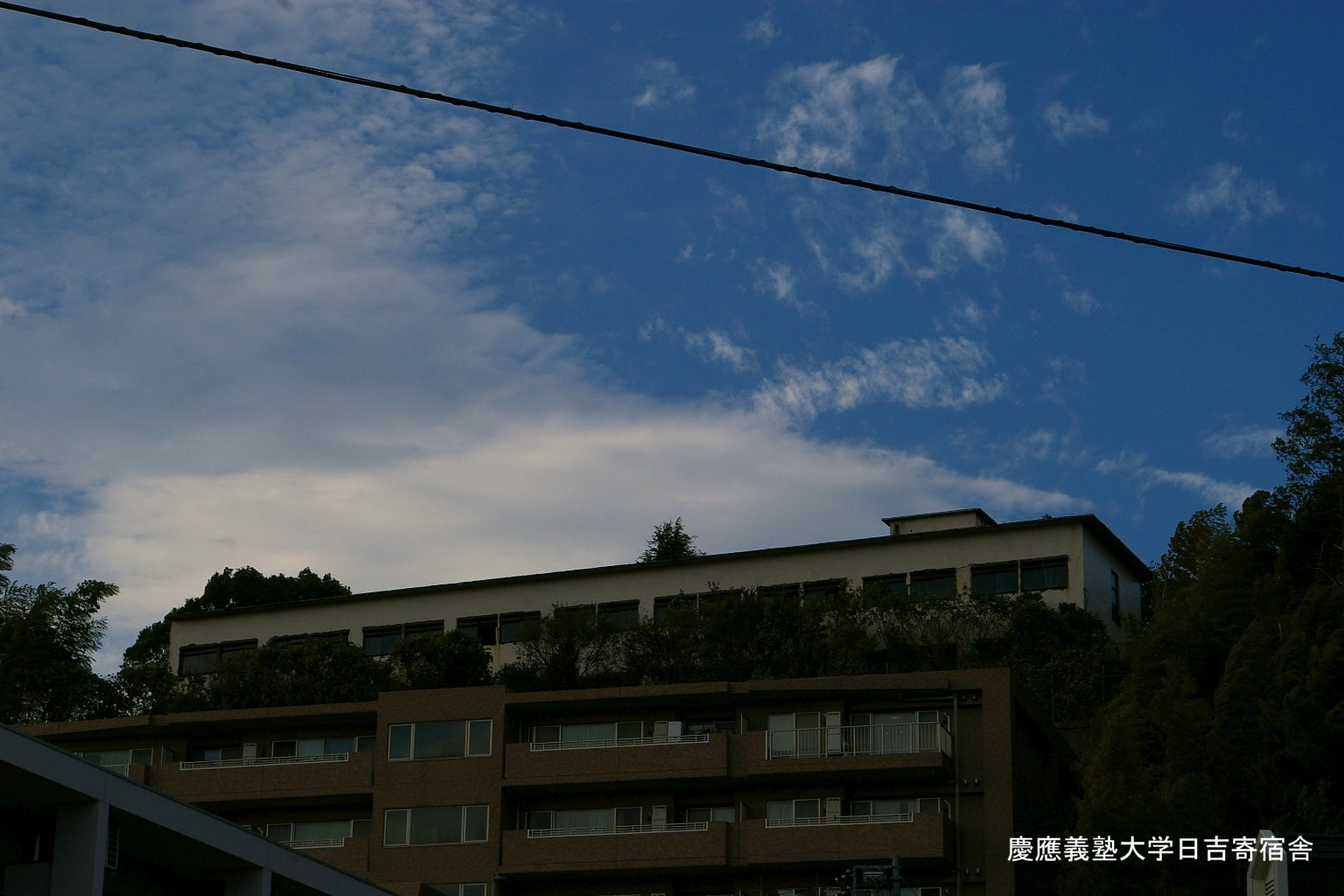
慶應義塾大学日吉寄宿舎
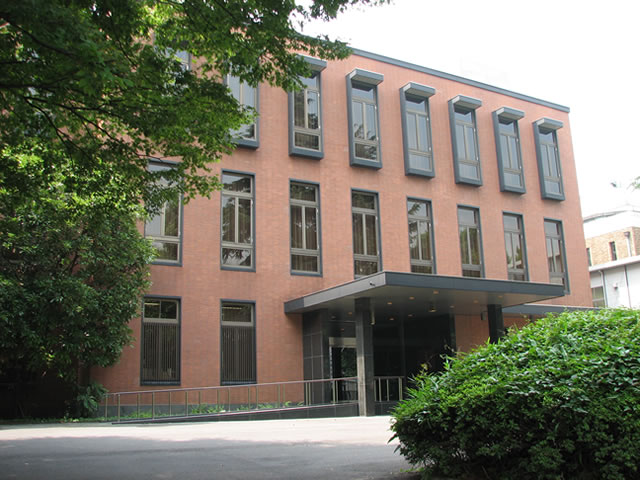
日本学士院会館

| 名称                                         | 年                 | 所在地               | 状態     | 備考                                                |
| -------------------------------------------- | ------------------ | -------------------- | -------- | --------------------------------------------------- |
| 東京工業大学水力実験室                       | 1932年（昭和7年）  | 東京都目黒区         | 現存せず |                                                     |
| 自邸                                         | 1935年（昭和10年） | 東京都品川区         |          |                                                     |
| 慶應義塾幼稚舎                               | 1935年（昭和12年） | 東京都渋谷区         |          |                                                     |
| 慶應義塾大学日吉寄宿舎                       | 1938年（昭和15年） | 神奈川県横浜市港北区 |          |                                                     |
| 藤村記念堂                                   | 1947年（昭和22年） | 岐阜県中津川市       |          | DOCOMOMO JAPAN 選定作品                             |
| 慶應義塾大学第3校舎（4号館）・大学学生ホール | 1949年（昭和24年） | 東京都港区           | 現存せず | 日本建築学会賞作品賞                                |
| 慶應義塾大学第2研究室（新萬來舎）            | 1951年（昭和26年） | 東京都港区           |          |                                                     |
| 石川県繊維会館                               | 1952年（昭和27年） | 石川県金沢市         |          | 現・西町教育研修館                                  |
| 秩父セメント第2工場                          | 1956年（昭和31年） | 埼玉県秩父市         |          | 現・秩父太平洋セメント秩父工場 日本建築学会賞作品賞 |
| 東京工業大学創立70周年記念講堂               | 1958年（昭和33年） | 東京都目黒区         |          | DOCOMOMO JAPAN 選定作品 登録有形文化財(建造物)      |
| 藤村記念館                                   | 1958年（昭和33年） | 長野県小諸市         |          |                                                     |
| 原敬記念館                                   | 1958年（昭和33年） | 岩手県盛岡市         |          |                                                     |
| 石川県美術館                                 | 1959年（昭和34年） | 石川県金沢市         |          | 現・石川県立伝統産業工芸館                          |
| 千鳥ヶ淵戦没者墓苑                           | 1959年（昭和34年） | 東京都千代田区       |          |                                                     |
| 東宮御所                                     | 1960年（昭和35年） | 東京都港区           |          |                                                     |
| 青森県庁                                     | 1961年（昭和36年） | 青森県青森市         |          |                                                     |
| 文京区立鴎外記念本郷図書館                   | 1962年（昭和37年） | 東京都文京区         |          |                                                     |
| ホテルオークラ東京本館メインロビー           | 1962年（昭和37年） | 東京都港区           | 現存せず |                                                     |
| 名古屋大学古川図書館                         | 1964年（昭和39年） | 愛知県名古屋市千種区 |          | 現・名古屋大学古川記念館                            |
| 乗泉寺                                       | 1965年（昭和40年） | 東京都渋谷区         |          |                                                     |
| 良寛記念館                                   | 1965年（昭和40年） | 新潟県出雲崎町       |          |                                                     |
| 帝国劇場（ロビー・客席）                     | 1966年（昭和41年） | 東京都千代田区       |          |                                                     |
| 山種美術館                                   | 1966年（昭和41年） | 東京都中央区         | 現存せず |                                                     |
| 出光美術館                                   | 1966年（昭和41年） | 東京都千代田区       |          |                                                     |
| 斎藤茂吉記念館                               | 1967年（昭和42年） | 山形県上山市         |          |                                                     |
| 名鉄バスターミナルビル                       | 1967年（昭和42年） | 愛知県名古屋市中村区 |          |                                                     |
| 東京国立博物館東洋館                         | 1968年（昭和43年） | 東京都台東区         |          |                                                     |
| 東宝ツインタワービル                         | 1969年（昭和44年） | 東京都千代田区       | 現存せず |                                                     |
| 東京国立近代美術館                           | 1969年（昭和44年） | 東京都千代田区       |          |                                                     |
| 八王子乗泉寺霊園                             | 1971年（昭和46年） | 東京都八王子市       |          |                                                     |
| 迎賓館和風別館                               | 1974年（昭和49年） | 東京都港区           |          |                                                     |
| 日本学士院会館                               | 1974年（昭和49年） | 東京都台東区         |          |                                                     |
| 国立飛鳥資料館                               | 1974年（昭和49年） | 奈良県明日香村       |          |                                                     |
| 吉川英治記念館                               | 1976年（昭和51年） | 東京都青梅市         |          |                                                     |
| 栗本図書館                                   | 1978年（昭和53年） | 長野県諏訪郡富士見町 |          |                                                     |
| 愛知県陶磁資料館                             | 1978年（昭和53年） | 愛知県瀬戸市         |          |                                                     |
| 沖縄戦没者慰霊碑                             | 1979年（昭和54年） | 沖縄県糸満市         |          |                                                     |
| 金沢市立玉川図書館                           | 1979年（昭和54年） | 石川県金沢市         |          | 子・谷口吉生と共同設計                              |

- 東京国立近代美術館本館
- 東京国立博物館東洋館
- 新萬來舎
慶應義塾大学三田キャンパス
- 八王子乗泉寺霊園
- 慶應義塾大学日吉寄宿舎
- 日本学士院会館

## 余談
- 明治建築の代表作である鹿鳴館が取り壊される様子を山手線の車中から見て残念に思ったことが、後年「博物館明治村」の構想につながったという[10]。当時の名古屋鉄道副社長・土川元夫と意見が合い、明治村開館のために尽力した。谷口と土川は金沢・四高の同級生で親友であった。

## 著作・文献
- 谷口吉郎・吉生記念 金沢建築館「雪あかり日記」中央公論美術出版、1974年

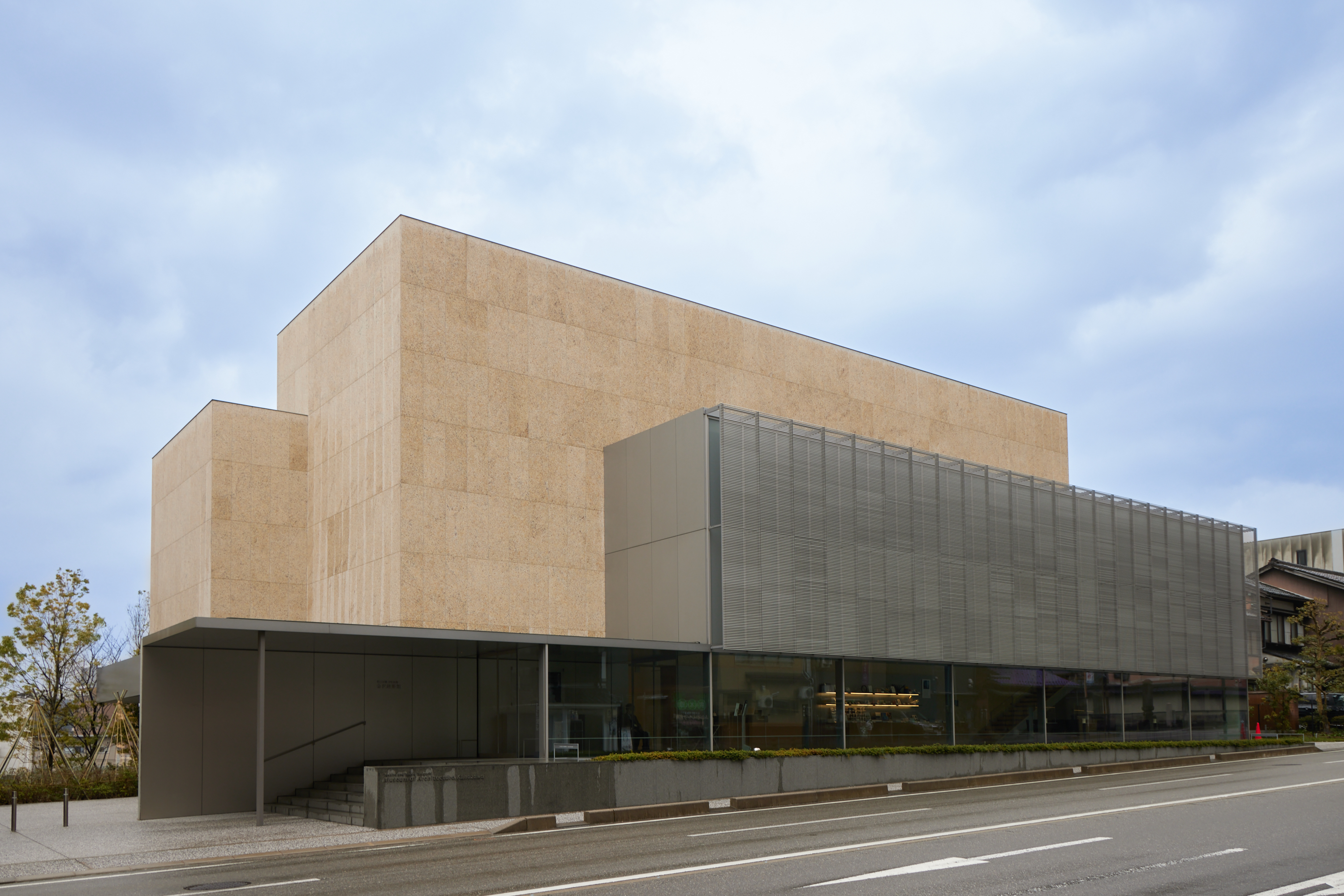
谷口吉郎・吉生記念 金沢建築館

- 「せせらぎ日記」中央公論美術出版、1983年
  - 「雪あかり日記　せせらぎ日記」中公文庫、2015年
- 「谷口吉郎著作集」全5巻　淡交社、1981年

1. 建築紀行
2. 建築評論
3. 建築随想
4. 作品篇1
5. 作品篇2

- 「谷口吉郎作品集」新建築社編、淡交社、1981年
  - 新編「谷口吉郎建築作品集」淡交社、2019年
- 「谷口吉郎の世界　モダニズム相対化がひらいた地平」彰国社、1998年
- 「生活・詩情建築家　谷口吉郎」萌文社、2022年。松野高久・仙田満監修